# Paris-Nice de 1990
A Paris-Nice de 1990, foi a edição número 48 da carreira, que esteve composta de oito etapas e um prólogo disputados do 4 ao 11 março de 1990. Os ciclistas completaram um percurso de 1.110 km com saída em Paris e chegada a Col d'Èze, na França. A carreira foi vencida pelo espanhol Miguel Indurain, que foi acompanhado no pódio pelo irlandês Stephen Roche e o francês Luc Leblanc.

## Resultados das etapas
| Etapa                 | Data        | Percurso                          | km      | Ganhador              | Líder           |
| --------------------- | ----------- | --------------------------------- | ------- | --------------------- | --------------- |
| Prólogo               | 4 de março  | Paris (CRI)                       | 7.9 km  | Francis Moreau        | Francis Moreau  |
| 1.ª etapa             | 5 de março  | Orleães-Nevers                    | 184 km  | Etienne de Wilde      | Francis Moreau  |
| 2.ª etapa             | 6 de março  | Nevers-Lyon                       | 245 km  | Carlo Bomans          | Miguel Indurain |
| 3.ª etapa             | 7 de março  | Saint-Étienne-Saint-Étienne (CRE) | 44.5 km | Histor-Sigma          | Stephen Roche   |
| 4.ª etapa             | 8 de março  | Vergèze-Marselha                  | 179 km  | Adriano Baffi         | Stephen Roche   |
| 5.ª etapa             | 9 de março  | Marselha-Mont Faron               | 164 km  | Miguel Indurain       | Miguel Indurain |
| 6.ª etapa             | 10 de março | Toulon-Mandelieu-la-Napoule       | 178 km  | Claudio Chiappucci    | Miguel Indurain |
| 7.ª etapa, 1.º sector | 11 de março | Mandelieu-la-Napoule-Nice         | 102 km  | Mauro Ribeiro         | Miguel Indurain |
| 7.ª etapa, 2.º sector | 11 de março | Nice-Col d'Èze (CRI)              | 12 km   | Jean-François Bernard | Miguel Indurain |

## Etapas

### Prólogo
4-03-1990. Paris, 7.9 km. CRI
|   | Ciclista        | Equipa       | Tempo  |
| - | --------------- | ------------ | ------ |
| 1 | Francis Moreau  | Histor-Sigma | 9' 15" |
| 2 | Miguel Indurain | Banesto      | + 3"   |
| 3 | Laurent Fignon  | Castorama    | + 10"  |

### 1.ª etapa
5-03-1990. Orleães-Nevers, 184 km.
|   | Ciclista           | Equipa       | Tempo      |
| - | ------------------ | ------------ | ---------- |
| 1 | Etienne de Wilde   | Histor-Sigma | 5h 06' 41" |
| 2 | Adrie van der Poel | Weinmann     | m. t.      |
| 3 | Adriano Baffi      | Ariostea     | m. t.      |

### 2.ª etapa
6-03-1990. Nevers-Lyon 245 km.
|   | Ciclista            | Equipa                  | Tempo      |
| - | ------------------- | ----------------------- | ---------- |
| 1 | Carlo Bomans        | Weinmann                | 6h 39' 31" |
| 2 | Claudio Chiappucci  | Carreira Jeans-Vagabond | + 2"       |
| 3 | Jean-Claude Colotti | R.M.O.                  | + 4"       |

### 3.ª etapa
7-03-1990. Saint-Étienne-Saint-Étienne 44.5 km. (CRE)
|   | Equipa       | Tempo   |
| - | ------------ | ------- |
| 1 | Histor-Sigma | 56' 11" |
| 2 | Castorama    | + 35"   |
| 3 | Z-Tomasso    | + 43"   |

### 4.ª etapa
8-03-1990. Vergèze-Marselha, 179 km.
|   | Ciclista      | Equipa             | Tempo      |
| - | ------------- | ------------------ | ---------- |
| 1 | Adriano Baffi | Ariostea           | 4h 45' 08" |
| 2 | Ad Wijnands   | Stuttgart-Mercedes | m. t.      |
| 3 | Carlo Bomans  | Weinmann           | m. t.      |

### 5.ª etapa
9-03-1990. Marselha-Mont Faron, 164 km.
|   | Ciclista        | Equipa    | Tempo      |
| - | --------------- | --------- | ---------- |
| 1 | Miguel Indurain | Banesto   | 4h 03' 24" |
| 2 | Laurent Fignon  | Castorama | + 35"      |
| 3 | Eric Boyer      | Z-Tomasso | + 48"      |

### 6.ª etapa
10-03-1990. Toulon-Mandelieu-la-Napoule, 178 km.
|   | Ciclista           | Equipa                  | Tempo      |
| - | ------------------ | ----------------------- | ---------- |
| 1 | Claudio Chiappucci | Carreira Jeans-Vagabond | 4h 54' 06" |
| 2 | Julio César Cadena | Café de Colombia        | m. t.      |
| 3 | Moreno Argentin    | Ariostea                | m. t.      |

### 7.ª etapa, 1.º sector
11-03-1990. Mandelieu-la-Napoule-Nice, 102 km.
|   | Ciclista      | Equipa   | Tempo      |
| - | ------------- | -------- | ---------- |
| 1 | Mauro Ribeiro | R.M.O.   | 2h 27' 45" |
| 2 | Charly Mottet | R.M.O.   | m. t.      |
| 3 | Adriano Baffi | Ariostea | + 27"      |

### 7.ª etapa, 2.º sector
11-03-1990. Nice-Col d'Èze, 12 km. CRI
O pouco tempo entre sector e sector e os interesses televisivos fazem que tão só se dispute este sector os 70 primeiros da classificação geral.
|   | Ciclista              | Equipa       | Tempo   |
| - | --------------------- | ------------ | ------- |
| 1 | Jean-François Bernard | Toshiba-Look | 22' 51" |
| 2 | Luc Leblanc           | Castorama    | + 30"   |
| 3 | Stephen Roche         | Histor-Sigma | + 34"   |

## Classificações finais

### Classificação geral
| Pos. | Ciclista           | Equipa                  | Tempo       |
| ---- | ------------------ | ----------------------- | ----------- |
|      | Miguel Indurain    | Banesto                 | 29h 27' 30" |
| 2    | Stephen Roche      | Histor-Sigma            | + 8"        |
| 3    | Luc Leblanc        | Castorama               | + 42"       |
| 4    | Laurent Fignon     | Castorama               | + 52"       |
| 5    | Eric Boyer         | Z-Tomasso               | + 1' 19"    |
| 6    | Pascal Simon       | Castorama               | + 1' 33"    |
| 7    | Claudio Chiappucci | Carreira Jeans-Vagabond | + 1' 41"    |
| 8    | Moreno Argentin    | Ariostea                | + 2' 14"    |
| 9    | Atle Kvålsvoll     | Z-Tomasso               | + 2' 22"    |
| 10   | Alex Pedersen      | ONZE                    | + 2' 33"    |